# SimIsle
SimIsle è un videogioco gestionale pubblicato dalla Maxis nel 1995 per MS-DOS, Windows 3.1 e Mac OS. Sviluppato sulla scia del più conosciuto Simcity, la casa produttrice non lo definisce come un videogioco ma come "giocattolo software", per indicare che in realtà non vi è un vero obiettivo conclusivo, come in molti videogiochi della serie Sim.

## Modalità di gioco
Prima di poter iniziare una nuova partita, il giocatore deve scegliere tra una delle numerose isole tropicali di forme e dimensioni diverse. Ciascuna isola è diversa dalle altre per varie caratteristiche, come la presenza di piante di specie diverse, foreste, montagne, indigeni e risorse naturali. Generalmente le isole sono quasi completamente non ancora sviluppate quando la partita comincia, ma anche questo parametro varia a seconda dell'isola scelta. In realtà, a differenza degli altri videogiochi della stessa serie, un obiettivo finale esiste, e varia anch'esso a seconda dell'isola scelta, ma questo è sempre opzionale e la simulazione può continuare anche quando questo viene raggiunto.
Il motore di gioco è piuttosto simile a quello di SimCity 2000 (SC2K). Ad esempio, le mappe delle isole sono progettate isometricamente; comunque, la grafica è più sofisticata e altre schermate sono diverse rispetto a quelle del "fratello maggiore". Un altro punto simile è la possibilità di ruotare la visuale di 90° per volta, il che consente di vedere l'isola da più prospettive. Inoltre, ci sono 3 diversi livelli di zoom, che spaziano da molto lontano, consentendo di vedere l'intera mappa nello schermo, a molto vicino, per osservare dettagli specifici della mappa. 
Ciascuna mappa ha la sua situazione iniziale che il giocatore deve modificare. Una nota importante è che lo scenario dove i nativi hanno iniziato a coltivare narcotici e si sviluppa conseguentemente un mercato estero di droga. Il giocatore può scegliere se ignorare la situazione, tagliare i profitti o mandare un agente per calmare la situazione. Se il giocatore stipula un accordo coi mercanti esteri, riceve una parte dei fondi depositati nelle casse, ma rischia di trovarsi con un'opinione pubblica sfavorevole. Se sceglie la terza possibilità, l'agente inviato può essere ucciso dagli indigeni.